# USS North Carolina (BB-55)

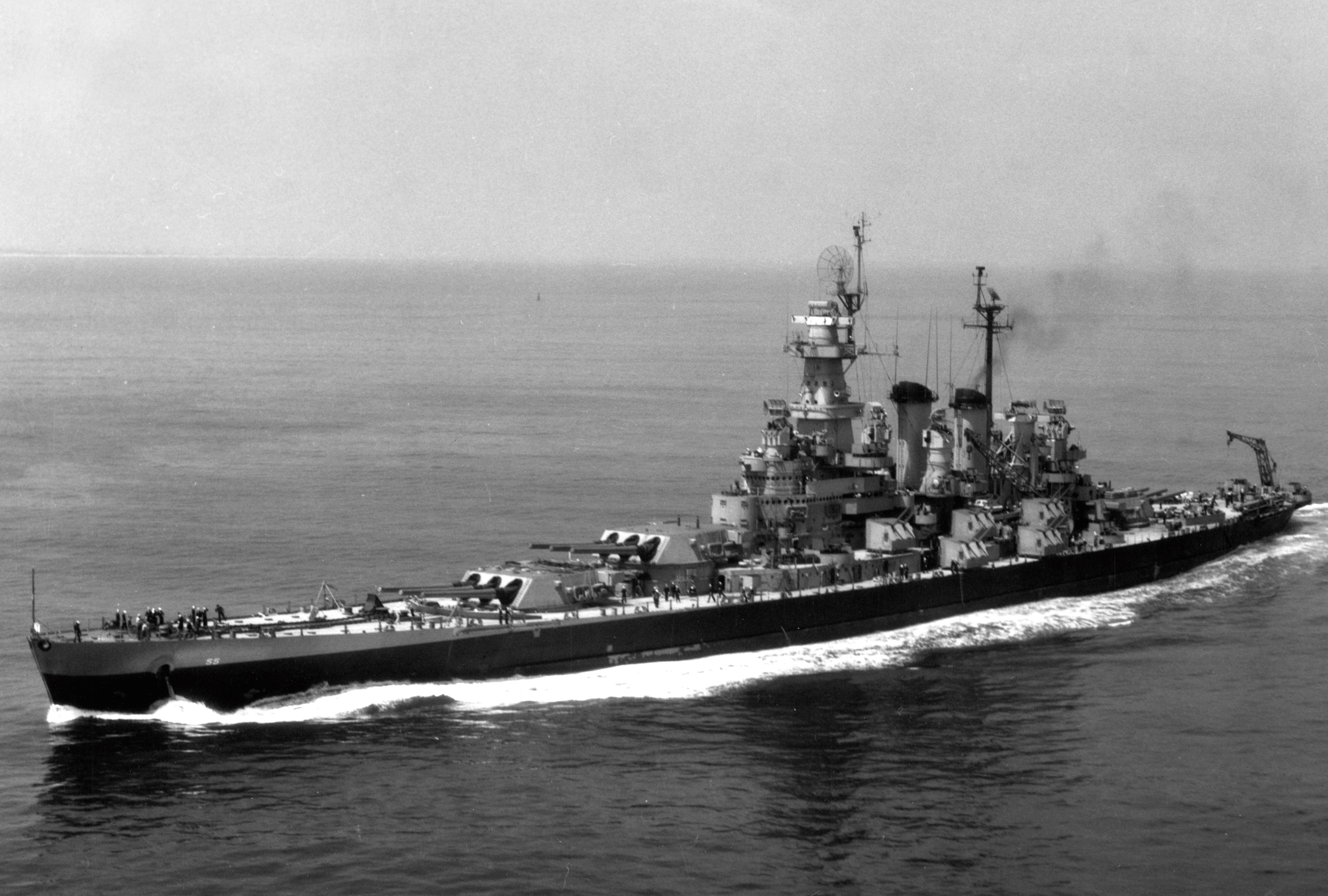
USS North Carolina (BB-55)

USS North Carolina (BB-55) var ett slagskepp, ledarskeppet i North Carolina-klassen och det fjärde krigsskeppet i USA:s flotta för att bli namngiven efter staten North Carolina. Hon var det första nybyggda amerikanska slagskeppet för att träda in under andra världskriget och deltog i varje stor marin offensiv i Stillahavsområdet. Hennes 15 förtjänststjärnor (Service stars) gjorde henne till det mest dekorerade amerikanska slagskeppet under andra världskriget.
Sedan den 29 April 1962 är hon ett museum i Wilmington, North Carolina